# Sant Llorenç de Balàfia
Sant Llorenç de Balàfia és una població del municipi de Sant Joan de Labritja, a l'illa d'Eivissa. Té 1.525 habitants (2009), amb una nombrosa població disseminada. El seu gentilici és llorancers/lloranceres. Està ubicat a l'interior nord de l'illa, a 14 km de la ciutat d'Eivissa i a 6 km i mig de Port de Sant Miquel.
L'origen de la població es troba en el llogaret de Balàfia, on encara hi perviu una bona mostra d'arquitectura típica eivissenca. En concret, és un indret conformat per cinc habitatges, dues torres defensives (edificades per protegir-se dels atacs dels pirates turcs) i dos molins d'oli, que conformen un patrimoni arqueològic de primer ordre a l'illa. Alguns habitatges encara conserven creus blanques pintades a les façanes, una tradició que buscava la protecció de les cases.
Separada de Balàfia es troba l'església de Sant Llorenç, que dona nom a la parròquia. Va ser construïda el 1785.
Altres véndes (llogarets) de Sant Llorenç de Balàfia són: Balàfia, Bellmunt, es Boletar, Canadella, es Codolar, es Forn Blanc, Porrals i Safragell.